# Elecciones al Congreso de los Diputados de noviembre de 2019 (Murcia)
Las elecciones al Congreso de los Diputados de noviembre de 2019 se celebraron en la Región de Murcia el domingo 10 de noviembre, como parte de las elecciones generales convocadas por Real Decreto dispuesto el 24 de septiembre de 2019 y publicado en el Boletín Oficial del Estado el mismo día. Se eligieron los 10 diputados del Congreso correspondientes a la circunscripción electoral de Murcia, mediante un sistema proporcional (método d'Hondt) con listas cerradas y un umbral electoral del 3%.

## Resultados
Los comicios depararon 3 escaños a Vox, al Partido Popular y al Partido Socialista Obrero Español y 1 escaño a la coalición Unidas Podemos. Los resultados del escrutinio completo y definitivo se detallan a continuación:
| Candidatura                                          | Candidatura                                          | Votos     | %                                      | Escaños                                |
| ---------------------------------------------------- | ---------------------------------------------------- | --------- | -------------------------------------- | -------------------------------------- |
|                                                      | Vox (Vox)                                            | 199 829   | 28,16                                  | 3                                      |
|                                                      | Partido Popular (PP)                                 | 189 500   | 26,70                                  | 3                                      |
|                                                      | Partido Socialista Obrero Español (PSOE)             | 177 154   | 24,96                                  | 3                                      |
|                                                      | Unidas Podemos (Unidas Podemos)                      | 63 461    | 8,94                                   | 1                                      |
|                                                      |                                                      |           |                                        |                                        |
| Ciudadanos-Partido de la Ciudadanía (Ciudadanos)     | Ciudadanos-Partido de la Ciudadanía (Ciudadanos)     | 53 201    | 7,50                                   | 0                                      |
| Más País-Equo (Más País-Equo)                        | Más País-Equo (Más País-Equo)                        | 13 439    | 1,89                                   | 0                                      |
| Partido Animalista Contra el Maltrato Animal (PACMA) | Partido Animalista Contra el Maltrato Animal (PACMA) | 7005      | 0,99                                   | 0                                      |
| Somos Región (Somos Región)                          | Somos Región (Somos Región)                          | 2328      | 0,33                                   | 0                                      |
| Partido Comunista Obrero Español (PCOE)              | Partido Comunista Obrero Español (PCOE)              | 990       | 0,14                                   | 0                                      |
| Recortes Cero-Grupo Verde (Recortes Cero-GV)         | Recortes Cero-Grupo Verde (Recortes Cero-GV)         | 881       | 0,12                                   | 0                                      |
| Partido Comunista de los Pueblos de España (PCPE)    | Partido Comunista de los Pueblos de España (PCPE)    | 490       | 0,07                                   | 0                                      |
| Izquierda en Positivo (IZQP)                         | Izquierda en Positivo (IZQP)                         | 434       | 0,06                                   | 0                                      |
| Por Un Mundo Más Justo (PUM+J)                       | Por Un Mundo Más Justo (PUM+J)                       | 431       | 0,06                                   | 0                                      |
| Contigo Somos Democracia (Contigo)                   | Contigo Somos Democracia (Contigo)                   | 317       | 0,04                                   | 0                                      |
| Democracia y Libertad Popular (DLP)                  | Democracia y Libertad Popular (DLP)                  | 214       | 0,03                                   | 0                                      |
| Votos en blanco                                      | Votos en blanco                                      | 5253      | 0,73                                   | n/a                                    |
| Votos válidos                                        | Votos válidos                                        | 714 927   | 100,00                                 | 10                                     |
| Votos nulos                                          | Votos nulos                                          | 7418      | Participación: · \| \| 68,03 % \| 7,66 | Participación: · \| \| 68,03 % \| 7,66 |
| Votantes                                             | Votantes                                             | 722 345   | Participación: · \| \| 68,03 % \| 7,66 | Participación: · \| \| 68,03 % \| 7,66 |
| Electores                                            | Electores                                            | 1 061 841 | Participación: · \| \| 68,03 % \| 7,66 | Participación: · \| \| 68,03 % \| 7,66 |
|                                                      | 68,03 %                                              |           |                                        |                                        |

## Diputados electos
Relación de diputados electos:
| N.º | Nombre                      | Lista | Lista          |
| --- | --------------------------- | ----- | -------------- |
| 1   | Lourdes Méndez Monasterio   |       | Vox            |
| 2   | Teodoro García Egea         |       | PP             |
| 3   | Pedro Saura García          |       | PSOE           |
| 4   | Joaquín Robles López        |       | Vox            |
| 5   | Isabel María Borrego Cortés |       | PP             |
| 6   | María Soledad Sánchez Jódar |       | PSOE           |
| 7   | Luis Gestoso de Miguel      |       | Vox            |
| 8   | Javier Sánchez Serna        |       | Unidas Podemos |
| 9   | Juan Luis Pedreño Molina    |       | PP             |
| 10  | Juan Luis Soto Burillo      |       | PSOE           |